# Корла Август Коцор
Корла Август Коцор (на немски: Karl August Katzer, Карл Август Кацер) е лужишки композитор и национален активист, учител, автор на музиката на лужишкия химн.

## Биография
Роден е на 3 декември 1822 г. в горнолужишкото село Загор, на немски Берге. В детството си се научава да свири на цигулка и пиано, както и изучава теория на музиката.
През 1842 г. става учител в село Строжа. Там съчинява песни, а през 1844 г. се запознава с Хандрий Зейлер, сорбски поет и музикант-любител, очарован от родния фолклор. Сътрудничеството между двамата вдъхновява голяма част от бъдещото творчество на Коцор – оратории, стилизирани като народни ритуали.
Коцор е автор и на националната сорбска опера „Якуб и Катя“, представляваща съвкупност от патриотични песни и инструментална музика.
През 1888 г. се пенсионира и се посвещава на композицията. В годините 1895 – 1897 Коцор е президент на музикалния отдел на „Матица лужишка“. През 1901 г. поради очно заболяване е принуден да спре да композира. Умира 3 години по-късно.

## Характеристика на творчеството
В музиката на Коцор романтичната стилистика е съчетана с цялото богатство, взето от сорбския фолклор. Коцор неслучайно изиграва огромна роля в музикалния живот на своята нация. Той разработва музикални средства, свързани с пеене и декламация на горносорбския текст, става автор на песни, които придобиват всенародна популярност.

### Опера
- Якуб и Катя, 1871 г.
- Wodźan (след Водния гоблин на Ербен), 1896 г.

### Инструментални произведения
- - Три сонатини за цигулка и пиано, 1850 г.
  - Трио за клавесин, 1873 г.
  - Струнен квартет, 1879 г.
  - Три национални песни на Сърбия, 1879 г.
  - Серенада, за цигулка, виола и виолончело, 1889 г.